# Aymeric Lusine
Aymeric Lusine (né le 13 septembre 1995 à Saint-Saulve) est un athlète français, spécialiste du 800 mètres.

## Biographie
Il débute l'athlétisme au sein du club EAP Châtellerauldais. Son club est l'Entente Poitiers Athlétisme 86. En 2016, il devient champion de France espoir du 800 mètres, puis remporte son premier titre élite à Angers.

## Palmarès
| Date | Compétition | Lieu   | Résultat | Épreuve | Temps         |
| ---- | ----------- | ------ | -------- | ------- | ------------- |
| 2017 | Universiade | Taipei | 3e       | 800 m   | 1 min 47 s 18 |
| 2019 | Universiade | Naples | finale   | 800 m   | DQ            |

Palmarès national
- Championnats de France d'athlétisme :
  - 800 m : 1er en 2016, 2e en 2018, 3e en 2019
- Championnats de France d'athlétisme en salle :
  - 800 m : 2e en 2019

## Records
| Épreuve | Épreuve   | Performance   | Lieu     | Date            |
| ------- | --------- | ------------- | -------- | --------------- |
| 800 m   | Plein air | 1 min 46 s 08 | Poitiers | 15 juin 2017    |
| 800 m   | Salle     | 1 min 47 s 69 | Miramas  | 17 février 2019 |